# ジュール毎モル
ジュール毎モル (ジュールまいモル、J·mol−1) は、物質量あたりのエネルギーを表わすSI組立単位である。エネルギーはジュールで測り、物質量はモルで測る。例えば、ギブズ自由エネルギーなどはジュール毎モル単位で測られる。
1 mol は 6.02214×1023 だけの粒子（原子、分子、イオンなど）を表わすので、 1 ジュール毎モルは 1 ジュールを 6.02214×1023 個の粒子に分配したエネルギー、すなわち1粒子ごとに 1.66054×10−24 ジュールのエネルギーに等しい。これは極めて小さい量であり、電子ボルト (eV) などの単位で表わされることも多い（後述）。
J·mol−1 を用いて記述される物理量としては、相転移や化学反応に伴うエネルギーの移動量が挙げられる。モル数で割ることにより、物質の量が異なる過程や、類似の物質の関わる過程を比較することができる。このような量の意味は常に文脈依存であり、特に化学反応の場合はどの化学種の「モル数」に注目するかに依存し、恣意性が残る。
このような過程に関わる量の大きさから、kJ·mol−1 の方が便利であるため J·mol−1 よりも使われることが多い。例えば、融解熱や蒸発熱は通常 10 kJ⋅mol−1 のオーダーであり、結合エネルギーは 100 kJ⋅mol−1、イオン化エネルギーは 1000 kJ⋅mol−1 のオーダーである。
1 kJ⋅mol−1 は 0.239 kcal⋅mol−1、および1粒子あたり 1.04×10−2 eV に相当する。室温（25 °C, 298 K）においては、1 kJ⋅mol−1 は 0.4034 {\displaystyle k_{B}T} に相当する。